# Hevesi Mihály
Hevesi Mihály (Arad, 1970 –) műfordító, forgatókönyvíró, nyelvtanár, dalszerző.

## Élete és pályája
Hevesi Mihály multikulturális környezetben nőtt fel Aradon. Az általános iskolát magyar nyelven végezte, majd a középiskolában román nyelven tanult tovább, és románul érettségizett. Később Szegeden a Juhász Gyula Tanárképző Főiskola Német Nyelv és Irodalom Tanszékén írta szakdolgozatát, aztán Waldorf-nyelvtanárként dolgozott.
Hevesi Mihály gyermekkorában egy számára titokzatosnak tűnő jelenség észlelése folytán határozta el, hogy több nyelven is meg fog tanulni. A titokzatos jelenséget barátjával kapcsolatban élte át, aki édesanyjával magyarul, nagymamáival németül, játszótársaival pedig románul beszélt. Amikor barátja egyik nyelvről a másikra váltott, úgy tűnt, mintha egy másik emberré változott volna.
Később Hevesi összességében anyanyelvén kívül 15 nyelvet kezdett el tanulni (román, spanyol, német, angol, latin, japán, kínai, orosz, cseh, eszperantó, francia, olasz, szerb, héber, szanszkrit). Ezekből néggyel (angol, német, román, spanyol) dolgozik tanárként, fordítóként, dalszerzőként.

## Nyelvtanulási és -tanítási módszere
Nyelvtanulási és -tanítási módszere az Autoritmia, amely főként a Waldorf-iskola és Lomb Kató módszerén alapszik, de szerepet játszanak benne más humanisztikus megközelítések is, mint például Bernard Dufeu nyelvtanulási módszere, a pszichodráma nyelvelsajátítás.
A nyelvtanulást és -tanítást Hevesi művészetnek tartja, magát a nyelvet pedig élő organizmusnak tekinti, mely a tanulóban él: változik, fejlődik.
Az autoritmia elnevezésben az "auto" az önállóságra, az önmeghatározásra utal, a "ritmia" pedig azt emeli ki, hogy milyen nagy szerepe van a nyelvben – és a nyelvtanulásban – a ritmusnak.
Módszerében fontos, hogy a tanuló olyan témát, dalt, szöveget (regényt) válasszon ki magának, mely őt a leginkább érdekli, és ezt dolgozza fel, továbbá a tanárnak is ezt kell figyelembe vennie a tanítás során.
Ebben a metodikában a szótár használata korlátozott. Fontos, hogy a nyelvtanuló a szövegkörnyezetből, beszéd esetén az adott körülményekből, a testbeszédből, érzésekből induljon ki, képes legyen globálisan értelmezni a szöveget, és elsősorban ne szótárt használjon. Ebből aztán különböző gyakorlatokkal (szóasszociáció, szónyomozás stb.) el tud jutni az egyes elemek, a szavak vagy kifejezések, nyelvtani elemek jelentéséhez. Ez az energiabefektetés biztosítja, hogy a nyelvtanulás készségszintűvé váljék.

## Dalszerzés
Zenét és dalszöveget angol, spanyol és magyar nyelven ír főleg a nyelvtanításhoz. De repertoárjában szerepelnek filmzenék, pentaton és elektronikus dalok, továbbá instrumentális zenék is. Zenéje Myhalite művésznév alatt jelenik meg.

## Kötetei[18]
- A nyelvtanulás művészetéről (SzépNap könyvek, Szeged: 2004, 2005, 2006, ISBN 963 430 918 6)
- Autoritmia, Hogyan tanuljunk nyelvet kedvenc filmünk, regényünk, zenénk és érdeklődési körünk alapján? (SzépNap könyvek, Szeged 2009, 2011, 2012, 2013) ISBN 978-963-06-7586-4
- The Open Secret of Polyglots (Kindle e-book, 2013, print 2020) ISBN 978-963-08-6629-3
- Angol szókincsbővítés a poliglottok módszerével (SzépNap könyvek, Szeged, 2022) ISBN 978-963-88034-2-9
- Méhek ajándéka (SzépNap könyvek, Szeged, 2021) ISBN 978-615-01-3134-4
- English All In  (Társszerzőként, Amazon, 2024,) ISBN 978-963-88-0343-6
- Bees Help Fight Viruses  (Amazon, 2021) ISBN 979-865-19-5837-5

## Fordításai[19]
- J. Lusseyran: És lőn újra Világosság (SzépNap könyvek, 2005), ISBN 978 963 218 890 4
- J. Lusseyran: Az élet ma kezdődik (SzépNap könyvek, 2003), ISBN 978 963 430 186 8
- Henning Köhler: Rossz gyerekek pedig nincsenek (SzépNap könyvek, 2003), ISBN 963 430 432 x
- Henning Köhler: Félénk, szomorú és nyugtalan gyerekekről (társfordító – SzépNap könyvek 2004),
- Anette Kast-Zahn, H Morgenroth: Minden gyerek megtanul aludni (SzépNap könyvek, 2003), ISBN 963-430-742-6
- Mario Rinvolucri: A nyelvóra életre keltése (SzépNap könyvek, 2006), ISBN 978 963 06 040 17
- Lee Caroll: Indigó gyerekek (Mandala Véda, 2000); ISBN 978-963-9436-85-5
- M. Doreal: Az atlantiszi Toth smaragdtáblái (Mandala Véda, 2001); ISBN 978 963 94 368 79

## Forgatókönyvek és egyéb írások
- Teacher Steiner[20] (2019) (nagyjátékfilm forgatókönyve)
- Hús nélkül  (2019-ben készült kisfilm forgatókönyvírója)
- Tisztitókúra (2020-ban készült kisfilm forgatókönyvírója)
- Kotyec – novella (ÉS; 2018)[21]
- Hungary the Land of Acacia Honey – American Bee Journal[22]
- Review of Bernard Dufeu's Pädagogik des Seins[23]
- Was wünscht sich eine Deutschlehrerin Archiválva 2023. június 9-i dátummal a Wayback Machine-ben – Im Gespäch mit Frau Margarete Orlik-Walsh
- Lénárd Sándor és a Micimackó-féle nyelvtanulás

## Dalok
Myhalite név alatt jelennek meg:
- Recruiter
- Triumph
- When Summer Ends
- Medieval
- Tengo manos y cabeza
- Lunes, martes, miércoles
- Tengo, tengo, tengo
- Yo voy con mi farolito
- Esta es mi flauta